# 三浦武範
三浦 武範（みうら たけのり）は、日本の知的財産情報管理学者・法学者。大阪工業大学知的財産学部教授。元コピーマート研究所研究員。大阪産業技術研究所・大阪商工会議所との共同推進機関OIT-P（Osaka Industrial Technology Platform; 地域産業技術プラットフォーム）のメンバー。
専門は、知的財産情報管理・法情報管理、コピーマート・デジタルアーカイブ、パテントマップ・リサーチリテラシー。

## 略歴
京都大学法学部卒業。1998年京都大学大学院法学研究科博士後期課程単位取得退学。同大学法学部助手、コピーマート研究所研究員をなどを経て、2014年大阪工業大学知的財産専門職大学院准教授。2020年同大学院教授。2025年同大学知的財産学部教授。
主な所属学会は、日本法哲学会、日本法社会学会など。主な著書は、インターネットにおける著作権取引市場 コピーマート（共同執筆、新世社2003、学術書）。
知的財産情報管理の対外啓蒙活動として、関西知財セミナー2018や大学等における研究成果の展示会「イノベーションストリーム KANSAI 2018」（グランフロント大阪）のサポートを行っている。また、国際交流として台北科技大学知的財産権研究所との連携も推進している (2017)。